# Crixás Esporte Clube
Crixás Esporte Clube, ou apenas Crixás, é um clube de futebol brasileiro sediado em Crixás, no estado de Goiás. Fundado em 21 de agosto de 2009, atualmente disputa a Terceira Divisão Goiana.

## História
O Crixás Esporte Clube foi fundado em 21 de agosto de 2009 na cidade de Crixás, Goiás, inicialmente focado nas categorias de base, especialmente na Sub-16, com o objetivo de desenvolver jovens atletas para o futebol profissional regional. Ao longo dos anos, o clube participou de competições amadoras e vem se estruturando para integrar o futebol profissional goiano, destacando-se em torneios locais e regionais. Em 2018, a equipe de base realizou uma excursão a Goiânia, onde disputou amistosos contra clubes tradicionais da capital, como Goiás, Vila Nova e Atlético Goianiense. Mais recentemente, o clube representou Crixás em competições como o Copão Tocantins de Futebol Amador, conquistando o vice-campeonato no torneio “Boi em Pé” e participando ativamente das fases regionais do campeonato. O Crixás EC tem buscado consolidar sua presença no cenário futebolístico do estado, contando com uma gestão presidida por Essié Brito de Azevedo e uma diretoria empenhada no fortalecimento da equipe e das categorias de base.

## Estatísticas
|  | Participações em 2025 |

| Competição | Competição | Temporadas | Melhor campanha | Estreia | Última | P | R |
| Goiás      | 3° Divisão | 1          | Estreia (2025)  | 2025    | 2025   | – |   |